# 難波覃庵

難波 覃庵（なんば たんあん、1811年（文化8年） - 1888年（明治21年）1月24日）は、日本の長州藩士。

覃庵は南画家になってからの名前であり、難波周政が正式名となる。

※使用名参照

## 幼年期～中年期
現在の山口県光市に生まれる。
難波家は、戦国武将清水宗治より代々清水家の家老職を務めていた。
8歳、難波家11代目になり家督を継ぎ、15歳、清水家10代目清水元周の命により、清水親春の相談役に就任。
18歳、清水家取次役(家老職)に就任する。
覃庵は、清水10代目清水元周、11代目清水親春、12代目清水親知、13代(再家督)清水親春に使えた。
12代目清水親知のお供として、朝廷、諸藩、幕府の間を走り回り国事に翻弄される。
清水親知が、禁門の変で責任を取らされ切腹が決まると、覃庵も殉死しようとしたが親知から説得され親春の再家督を助ける。
藩の財政がよくないとあらば、私財を投じ樟脳製造所を作り財政を支えた。
私財を投じて邸宅内に「養義場」塾を設立する。
この塾の中に、初代向山文庫を作り、一般公開していた。私財を投じて作った図書館は珍しく図書館学にも代表図書館として紹介されている。
覃庵は、各地に散らばった清水家の士率を集め士気を高め、農民一般庶民も加わり多く者を戦場で戦えるように鍛え上げた。
多くの者が集まり手狭になった翌年には、清水親春の命をうけ長徳寺に「慕義会」塾を設立した。
塾生の中には、後の総理大臣寺内正毅もいた。
清水親春が第二奇兵隊総督に就任すると、参謀を任命され(第二次長州征討)の大島口の戦いにおいて、実質的勝利を治めた。
覃庵が私財を投げ売って育てた塾生は、清水の野勇隊とも呼ばれこの戦いで活躍している。
大島口の戦いは、幕府が倒れるきっかけになったといわれている戦争であり、長州藩にとって大きな勝利であった。
明治4年に覃庵は国事から、一線を退く。

## 晩年
余生は、南画家として過ごす。
交流は多く政治家杉孫七郎とは南画を送りあって交流を深めていた。
68歳の時、明治天皇に南画を献上し、その際に履歴書を作成し添付している。
その履歴書には、戦乱の日々についてはあまり触れることなく、勉学に励み国事に翻弄した日々が書かれている。
1888年覃庵が72歳の時に、現存している2代目になる向山文庫を建設し、手狭だった図書館から少しでも広い場所を一般人に開放した。
死後24年たった1912年（明治45年）2月26日、宮内庁より正五位を送られる。
今まで、褒美というものは一切断り続けていたため、これは最高の賛辞であったと思われる。
顕彰碑を孫作之進が建てる。顕彰碑上部の文字は伊藤博文の直筆をかたどり、文章は貴族委員議員男爵揖取元彦が作成し書は高島張輔が書いたものをかたどった。
顕彰碑は、難波邸から歩いて数分の場所にある。
生前は徹底的に縁の下を支えてきた覃庵は、学問の尊さを一般の人に広めるため向山文庫を残した。
南画は、黒川家が山口県光市に寄贈した作品があり、山口県光市文化センターにて常設しているため見ることができる。

## 使用名
字：以正

幼名：正太郎または、恒二郎

5歳：市蔵

27歳：伝兵衛周政

南画家：覃庵、七溪、楽如、更狂など

※現在光市教育委員会にて、山口県光市の三大画家とされている。

## 世継ぎ問題
実子はいたのだが早世であったた。

分家から難波多嘉子を養女として迎え入れ、その婿に尾崎市蔵惟澄を迎え入れる。

市蔵に1868年に家督を譲るが、市蔵が47歳の時に死去する。

孫には恵まれ、8人いたが、3人は早くに亡くなる。男2人、女3人(妾の子2人)がおり、以後孫作之進が家督を継ぐ。